# Hopton (Staffordshire)
Hopton – wieś w Anglii, w Staffordshire. Hopton jest wspomniana w Domesday Book (1086) jako Hotone.